# Quindina limbata
Quindina limbata (Roewer, 1943), anteriorment anomenada Poassa limbata, és una espècie d'opilió que pertany al gènere Quindina (família Nomoclàstids).
Es troba estretament emparentada amb Zygopachylus albomarginis, una espècie d’opilió, que igual que la Q. limbata, expressa una forma rara de cura parental en el que el mascle construeix un niu amb fang on la femella el visita per aparellar-se. Els mascles es queden amb els ous i defensen als joves dels depredadors. 

## Descripció
Cos de color marró fosc; aproximadament 12 tubercles de mida reduïda amb puntes taronja al llarg del marge lateral de la closca sent el tubercle posterior més gran i amb forma d'espina cònica i tres parells de tubercles amb puntes taronja a la prominència dels ulls. Això els dona un aspecte característic estriat quan s'observa de prop. L'àrea III amb un parell gran d'espines en forma de con; un parell de tubercles amb puntes taronja a les àrees I, II i IV del prosoma i a cada placa tergal lliure. Les potes son de color uniforme marrons fosques i brillants en aparença. Els trocànters són de color marró fosc, aquesta coloració els proporciona un camuflatge efectiu en el seu entorn natural. Les potes son llargues i primes. Té una mida relativament petita, de 4 a 7 mm de longitud.

## Distribució i hàbitat
És una espècie que es troba majoritàriament a Costa Rica, en boscos humits de Centre Amèrica elevats uns 400-500m. L'opilió s’ha observat fins a 1000m del nivell del mar, però alçades més altes no s’ha mostrejat, i per això el límit d’altitud és desconegut.

## Conducta paternal
Aquesta espècie d'opilió es caracteritza per presentar cura parental per part del mascle. El mascle construeix nius de fang amb forma de copa a la superfície de troncs caiguts. Aquest niu és important per a protegir els ous i les cries que neixin d'aquests, però també està implicat en processos de selecció sexual. Les femelles avaluen l'estructura i qualitat dels nius de fang per tal d'escollir amb quin mascle s'aparellen. Fins i tot s'ha observat que els mascles que no tenen un niu construït no copulen i estan privats de l'accés a femelles fèrtils. Els nius són visitats per vàries femelles que poden copular amb el mascle propietari i dipositar els seus ous. En relació amb la importància de tenir un niu, també s'ha vist que alguns mascles poden envair nius construïts per altres i encarregar-se dels ous i joves que hi hagi al niu adoptat; aquesta conducta estaria relacionada amb el fet que per a les femelles trobar un mascle a un niu on ja hi hagi ous seria indicatiu de la qualitat d'aquest mascle com a parella.
Per part de les femelles, aquelles que tenen una alta associació a un espai on els mascles construeixen els seus nius poden desenvolupar conductes agressives a individus coespecífics que s'apropin al mateix niu. Basant-se això s'ha proposat que les femelles podrien tenir un rol flexible de cura dels ous i joves compensatori quan el mascle del niu al qual han dipositat els ous està absent temporal o permanentment.
L'estructura del niu es complex: presenta un mur circular com a protecció i porus a terra perquè les femelles puguin dipositar els ous. Tenint en compte que habiten boscos tropicals on les pluges destrueixen aproximadament la meitat dels nius, i que els nius són un factor determinant per a la reproducció, s'ha observat que els mascles de Q. limbata presenten un patró complex de selecció del lloc on construir el niu, basant-se en almenys 3 factors: l'impacte directe de les gotes de pluja, la força d'arrossegament que fa l'aigua en fluir pel tronc caigut i la saturació d'aigua a la part inferior del tronc. A més de seleccionar un bon lloc, els mascles passen setmanes o mesos en un mateix niu protegint-lo activament. Durant aquest temps reparen l'estructura de possibles danys (generalment ocasionats per la pluja), protegeixen activament els ous i les noves nimfes de depredadors (en ocasions altres mascles de Q. limbata) o infeccions fúngiques i protegeixen el niu de la possible usurpació per altres mascles.